# Gregorio Esperón
Gregorio Juan Esperón (12 maja 1917, zm. 30 września 2000) – piłkarz argentyński, pomocnik. Później trener.
Urodzony w Buenos Aires Esperón karierę piłkarską rozpoczął w 1934 roku w klubie CA Platense. Razem z reprezentacją Argentyny wygrał turniej Copa Juan Mignaburu 1940. W wygranym aż 5:0 meczu z Urugwajem Esperón zdobył drugą bramkę.
Jako piłkarz klubu Platense wziął udział w turnieju Copa América 1941, gdzie Argentyna zdobyła mistrzostwo Ameryki Południowej. Esperón zagrał tylko w meczu z Peru.
Rok później wziął udział w turnieju Copa América 1942, gdzie Argentyna została wicemistrzem Ameryki Południowej. Esperón zagrał w pięciu meczach – z Brazylią, Ekwadorem, Peru, Chile i Urugwajem.
W Platense Esperón grał do 1943 roku – w 244 meczach zdobył dla klubu 24 bramki. Pod względem liczby rozegranych meczów plasuje się na piątym miejscu na liście wszech czasów klubu Platense.
Esperón grał także w klubie CA Tigre, w którym zagrał tylko jeden mecz, oraz we włoskim klubie AS Roma, w którym w latach 1946–1947 rozegrał 7 meczów.
W reprezentacji Argentyny Esperón rozegrał 10 meczów i zdobył 1 bramkę.
Po zakończeniu kariery piłkarskiej został w 1948 roku trenerem klubu Platense, w którym spędził większość czasu jako piłkarz.
W 1950 roku doprowadził ekwadorski klub Barcelona SC do tytułu mistrza prowincji Guayas. Następnie w latach 1951–1953 opiekował się drużyną ekwadorskiego klubu Emelec Guayaquil.
Esperón kierował reprezentacją Ekwadoru podczas turnieju Copa América 1953. Jego drużyna zajęła ostatnie, 7. miejsce, nie odnosząc żadnego zwycięstwa, remisując dwa mecze (0:0 z Paragwajem i 1:1 z Boliwią) oraz ponosząc cztery porażki (0:1 z Peru, 0:2 z Brazylią, 0:3 z Chile i 0:6 z Urugwajem). Ekwador zdobył tylko jedną bramkę i stracił 13 goli. Szczególnie cenny był remis z Paragwajem, który wygrał cały turniej i tym samym zdobył mistrzostwo Ameryki Południowej.
W 1956 roku Esperón ponownie był trenerem klubu Platense.